# Стрелци (Русия)
Вижте пояснителната страница за други значения на Стрелци.
Стрелците (на руски: стрельцы́) са елитно пехотно войсково формировние в Русия в периода XVI – XVIII век. Въоръжени са с огнестрелно оръжие и са първата професионална пехотна войска в Русия.

## История
Основани са през 1550 г. от цар Иван Грозни. Първоначално наброяват 3000 души, разделени на 6 приказа (отряда), всеки от по 500 войника. Началниците на приказите, както и стотниците, са подбирани сред аристокрацията, главно болярски синове. Бойното им кръщение става Обсадата на Казан през 1552 г. След това участват във всеки военен конфликт. В мирно време изпълняват функциите на полицаи и пожарникари в градовете, където са разквартирувани.
В началото на XVII век числеността им е около 20 000 бойци, от които 10 000 души в Москва, броят им нараства до 55 000 човека през 1680 г. В последните години от съществуването си стрелците започват активно да се намесват в политическия живот на Русия. Вдигат 2 бунта (през 1682 и 1698 г.), което в крайна сметка принуждава император Петър I да вземе решение за тяхното разпускане.

## Униформа и въоръжение
Основното въоръжение на стрелците е аркебуз или мускет, бердиш (вид къса алебарда, която помага да се подпира оръжието при стрелба) и сабя.
Униформата се състои от кафтан, кожени шапки, панталони и ботуши, по чийто цвят може да се разбере към кой полк принадлежи стрелецът.